# Jacob de Wit

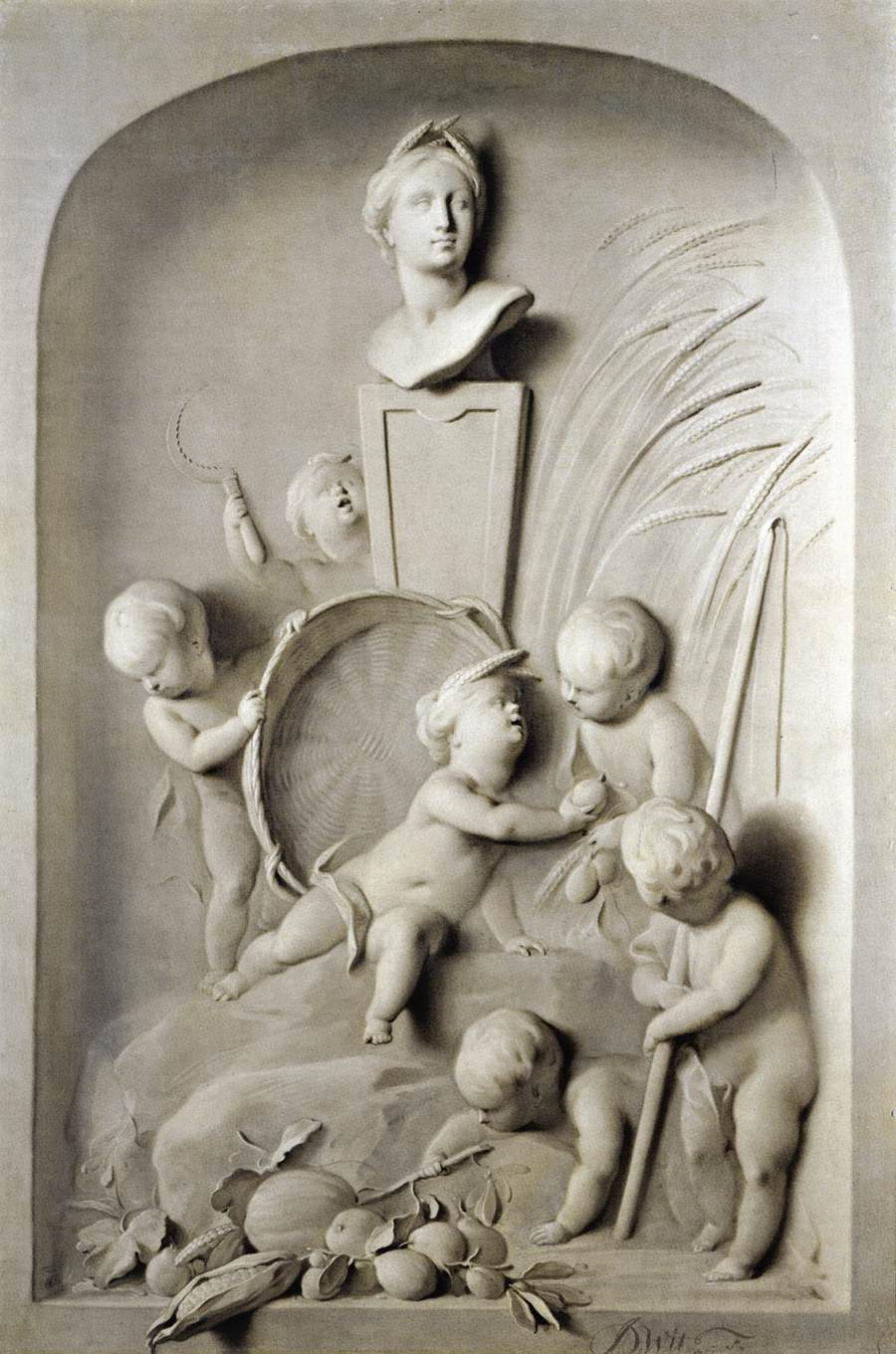
Alegoria czterech opór roku - wiosna, Schilderei-Galerie, Kassel

Jacob de Wit (ur. 19 grudnia 1695 w Amsterdamie, zm. 12 listopada 1754 tamże) – holenderski malarz, rytownik i kolekcjoner.

## Życiorys
W trzynastym roku życia podjął studia malarskie w Akademii Malarstwa w Antwerpii i w 1714 został członkiem tamtejszej gildii św. Łukasza. Był wielbicielem flamandzkiego malarza Petera Paula Rubensa, szkicował jego dzieła m.in. w kościele jezuitów pw. Ignacego Loyoli (obecnie Carolus Borromeuskerk), po zniszczeniu kościoła przez pożar w 1718 szkice Wita stały się cennym dokumentem historycznym. W 1715 malarz powrócił do Amsterdamu i pracował tam do końca życia.
Jacob de Wit znany jest przede wszystkim z wielu prac dekoracyjnych, które wykonał w kościołach, budynkach publicznych i domach prywatnych, m.in. plafonów w Huis ten Bosch w Hadze. Poruszał głównie tematykę religijną, alegoryczną i antyczną, a jego styl odznaczał się rokokową lekkością i żywą kolorystyką.
Inną specjalnością artysty były malowidła on grisaille, były to monochromatyczne imitacje marmurowych reliefów, które zawieszano nad drzwiami lub kominkami. Te iluzjonistyczne przedstawienia stały się tak popularne w Holandii, że w języku niderlandzkim nazwano je witjes, upamiętniając tym samym nazwisko ich twórcy.
Jacob de Wit miał kilku uczniów, wśród których najbardziej znani są Jan de Groot, Dionys van Nijmegen, Jan Punt, Pieter Tanjé, oraz bracia Frans i Jacob Xavery.
Liczne prace artysty znajdują się głównie w budynkach i kolekcjach holenderskich m.in. w Rijksmuseum w Amsterdamie, Haarlemie i Hadze.